# Етутвил
Етутвил (фр. Etoutteville) насеље је и општина у северној Француској у региону Горња Нормандија, у департману Приморска Сена која припада префектури Руан.
По подацима из 2011. године у општини је живело 725 становника, а густина насељености је износила 62,55 становника/km². Општина се простире на површини од 11,59 km². Налази се на средњој надморској висини од 140 метара (максималној 160 m, а минималној 104 m).

## Демографија
| 1962. | 1968. | 1975. | 1982. | 1990. | 1999. | 2011. |
| ----- | ----- | ----- | ----- | ----- | ----- | ----- |
| 371   | 376   | 372   | 392   | 409   | 439   | 725   |

График промене броја становника у току последњих година